# Le 22 spie dell'Unione
Le 22 spie dell'Unione (The Great Locomotive Chase) è un film del 1956 diretto da Francis D. Lyon.
È un western statunitense ambientato nel 1862 con Fess Parker e Jeffrey Hunter. È basato sul libro del 1863 Daring and Suffering: A History of the Great Railroad Adventure di William Pittenger.

## Trama
Durante la guerra di secessione, alcune spie nordiste rubano una locomotiva e attraversano gran parte del territorio nemico con l'esercito confederato alle calcagna. Il capo del gruppo sarà catturato e condannato a morte, mentre diversi suoi uomini raggiungeranno le proprie linee.

## Produzione
Il film, diretto da Francis D. Lyon su una sceneggiatura di Lawrence Edward Watkin, fu prodotto dallo stesso Watkin per la Walt Disney Productions e girato in Georgia e in Carolina del Nord da fine settembre all'inizio di dicembre 1955.

## Distribuzione
Il film fu distribuito negli Stati Uniti l'8 giugno 1956 dalla Buena Vista Film Distribution Company.
Altre distribuzioni:
- in Danimarca il 5 ottobre 1956 (Den store lokomotivjagt)
- in Finlandia il 18 gennaio 1957 (Suuri junaryöstö)
- in Svezia l'11 febbraio 1957 (Den stora lokomotivjakten)
- in Giappone il 5 maggio 1957
- in Irlanda il 17 maggio 1957
- in Portogallo il 24 settembre 1957 (Perseguição Infernal)
- in Turchia il 9 ottobre 1957 (Tren Korsanlari)
- in Uruguay il 2 dicembre 1957 (Montevideo)
- in Spagna il 23 dicembre 1957 (Madrid)
- in Austria il 28 febbraio 1958 (In geheimer Mission)
- in Germania Ovest il 21 marzo 1958
- in Italia il 15 luglio 1958 (Le 22 spie dell'Unione)
- in Belgio (Helse Achtervolging)
- in Brasile (O Ataque ao Trem)
- in Brasile (Têmpera de Bravos)
- in Spagna (Héroes de hierro)
- in Francia (L'infernale poursuite)
- in Grecia (I megali katadioxi)
- in Grecia (To megalo kynigi tou trainou)
- in Perù (Los valientes también huyen)
- negli Stati Uniti (Andrews' Raiders)

## Critica
Secondo il Morandini "la realizzazione è accurata, competente e corretta".

## Promozione
La tagline è: A true-life spy story of ultimate suspense. High speed and inconceivable bravery!.